# Lista de missões diplomáticas na Nigéria

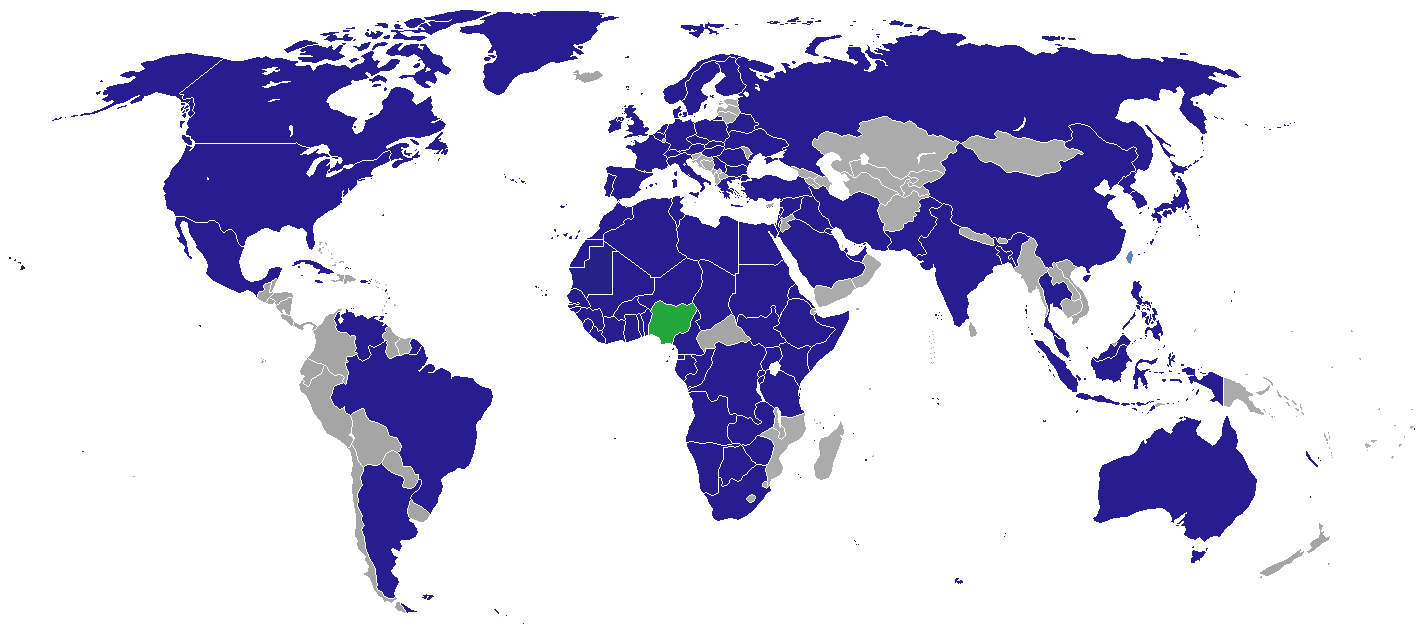
Mapa de missões diplomáticas na Nigéria

Esta página é de listas afixadas nos consulados e embaixadas da Nigéria. Existem atualmente 88 embaixadas/alto comissariado, em Abuja, e que muitos países mantêm consulados em outras cidades nigerianas (não incluindo consulados honorários).

## Embaixadas/Alto Comissariado emAbuja
| - - Argélia - - Angola - - Argentina - - Austrália - - Áustria - - Bélgica - - Benim - - Botswana - - Brasil - - Bulgária - - Burkina Faso - - Camarões - - Canadá - - Chade - - República Popular da China - - Congo - - Costa do Marfim - - Cuba - - República Checa - - República Democrática do Congo - - Egito - - Guiné Equatorial | - - Eritreia - - Etiópia - - Finlândia - - França - - Gabão - - Gâmbia - - Alemanha - - Gana - - Grécia - - Guiné - - Santa Sé - - Hungria - - Índia - - Indonésia - - Irão - - Irlanda - - Israel - - Itália - - Jamaica - - Japão - - Quénia - - Coreia do Norte | - - Coreia do Sul - - Líbano - - Libéria - - Líbia - - Malásia - - Mali - - México - - Marrocos - - Namíbia - - Países Baixos - - Níger - - Noruega - - Paquistão - - Palestina - - Filipinas - - Polônia - - Portugal - - Romênia - - Rússia - - Saara Ocidental - - Arábia Saudita - - Senegal | - - Sérvia - - Serra Leoa - - Eslováquia - - África do Sul - - Espanha - - Sudão - - Suécia - - Suazilândia - - Síria - - Tanzânia - - Tailândia - - Togo - - Trinidad e Tobago - - Tunísia - - Turquia - - Uganda - - Ucrânia - - Reino Unido - - Estados Unidos - - Venezuela - - Zâmbia - - Zimbabwe |

### Outros postos em Abuja
- Taiwan Trade mission
- - Dinamarca Consulado-Geral
- - União Europeia

### Consulados emCalabar
- - Camarões Consulado-Geral
- - Guiné Equatorial Consulado

### Consulado-Geral emKano
- - Níger

### Consulado emKaduna
- - Reino Unido

### Consulados-Gerais emLagos
| - - Benim - - Canadá - - República Popular da China - - Egito - - Guiné Equatorial Consulado - - França - - Alemanha - - Gana - - Grécia - - Guiné Consulado | - - Itália Consulado - - Japão - - Países Baixos - - Polônia - - África do Sul - - Coreia do Sul - - Espanha - - Reino Unido - - Estados Unidos |

### Consulado emMaiduguri
- - Chade Consulado

### Gabinete de Ligação emPort Harcourt
- - Reino Unido